# Helorus striolatus
Helorus striolatus is een vliesvleugelig insect uit de familie van de Heloridae. De wetenschappelijke naam van de soort is voor het eerst geldig gepubliceerd in 1906 door Cameron.